# Đặng Thái Thuyến
Đặng Thái Thuyến sinh năm 1900, quê ở làng Hải Côn, tổng Đặng Xá, huyện Nghi Lộc. Ông là người con duy nhất của chí sĩ Đặng Thái Thân, một nhân vật trọng yếu của Duy Tân Hội và phong trào Đông Du.

## Tiểu sử - Hoạt động
Năm 1908, cuộc vận động Đông Du thất bại. Ngày 11/3/1910, Đặng Thái Thân anh dũng hi sinh. Cha mất, Pháp thường xuyên quấy nhiễu nên ông phải nghỉ học.
Thương cảnh ngộ gia đình của một sỹ phu đã hy sinh vì nước, cụ cử Đệ, quê ở huyện Nghi Lộc đưa Đặng Thái Thuyến về giúp việc tại hiệu thuốc Bắc của mình ở thành phố Vinh.
Không thể yên phận với việc chỉ biết kiếm cơm ăn hàng ngày, ông tìm gặp các sỹ phu để yêu cầu họ chỉ vẽ cho con đường cứu nước. Nhưng số người sống sót không còn được là bao, vả lại các cụ cũng đang bi quan trước những thất bại đã qua.
Đầu năm 1924, Đặng Thái Thuyến rời quê hương sang Xiêm. Ở đây, ông gặp người ông họ là Đặng Tử Kính và cùng các ông Đặng Thúc Hứa, Võ Trọng Đài, Ngô Quảng...những người cùng quê, lại là bạn chiến đấu gần gũi của thân phụ ông.
Khoảng cuối năm 1925, ông được giao nhiệm vụ liên lạc với trong nước.
Sau ngày Hồ Tùng Mậu từ Trung Quốc sang Xiêm, tháng 6 năm 1926, chi bộ Việt Nam Thanh niên cách mạng đồng chí hội được thành lập ở Phi Chịt. Đặng Thái Thuyến là một trong những hội viên đầu tiên của chi bộ.
Tháng 9/1926, Đặng Thái Thuyến được cử đi dự lớp huấn luyện ở Quảng Châu (Trung Quốc) do Nguyễn Ái Quốc trực tiếp giảng dạy. Trong thời gian này, ông được gần gũi Nguyễn Ái Quốc và được Người thường xuyên bồi dưỡng về đường lối cách mạng vô sản, về tư cách của người cách mạng.
Sau sự biến phản cách mạng của Tưởng Giới Thạch, hoạt động của Hội Thanh niên ở Quảng Châu gặp khó khăn, Đặng Thái Thuyến cùng với ban huấn luyện của Tổng bộ chuyển sang Xiêm. Ông tham gia vào việc tổ chức các lớp huấn luyện cho cán bộ từ trong nước gửi sang.
Năm 1927, Đặng Thái Thuyến được phái từ Phi Chịt ra vùng Đông Bắc chỉ đạo việc gây dựng cơ sở ở vùng đó và cuối năm 1927 đầu 1928 đã có thêm ba chi bộ ở U don Tha ni, Xa con Na khon và Na khon Pha nôm.
Trong những năm 1928-1929, Đặng Thái Thuyến thường đi theo Nguyễn Ái Quốc làm nhiệm vụ dẫn đường và phiên dịch. Ông được cử vào Ban lãnh đạo chi bộ Hội Thanh niên(tại Xiêm) và Tổng hội Việt kiều, phụ trách tờ báo Đồng Thanh, sau đổi là báo Thân Ái.
Tháng 5/1929, Đặng Thái Thuyến được chi hội Xiêm cử đi dự Đại hội Đại biểu toàn quốc Việt Nam Thanh niên cách mạng đồng chí hội ở Hương Cảng và được bầu làm Ủy viên dự khuyết Ban chấp hành Tổng bộ, đặc trách công tác ở Xiêm. Sau Đại hội, ông lại tham dự " Hội nghị trù bị tổ chức cộng sản", dự thảo Điều lệ và kế hoạch xây dựng Đảng.
Sau Hội nghị thống nhất Đảng (ngày 3/2/1930), Nguyễn Ái Quốc triệu tập Đặng Thái Thuyến sang Hương Cảng để phổ biến Nghị quyết Hội nghị lịch sử này. Vừa về tới Băng Cốc, ông bị nhà cầm quyền Xiêm bắt giao cho thực dân Pháp ở Đông Dương. Sở mật thám Trung Kỳ dùng mọi thủ đoạn tra tấn dã man, nhưng vẫn không lay chuyển được ý chí của Đặng Thái Thuyến. Đầu năm 1931, tòa án Nam triều kết án Đặng Thái Thuyến tù chung thân và đày vào ngục Kon Tum.
Ngày 12/12/1931, cuộc nổi dậy của các chiến sĩ cách mạng tại ngục Kon Tum bị thất bại, Đặng Thái Thuyến hi sinh sau hai lần trúng đạn.